# HD 108985
HD 108985，又名BD+08 2609，SAO 119453、HR 4770，是一颗恒星，视星等为6.05，位于銀經288.31，銀緯69.9，其B1900.0坐标为赤經12h 26m 16.5s，赤緯+8° 69.9′ 23″。